# Fizylierzy (okres napoleoński)
Fizylierzy – piechurzy uzbrojeni w karabiny skałkowe oraz krótkie pałasze. 
W wojsku Księstwa Warszawskiego nazywano tak lżej uzbrojone kompanie w pułkach piechoty. 
Ubiór fizylierów stanowiły kurtki granatowe, takiegoż koloru spodnie na zimę, a białe płócienne czechczery latem. Nosili czapki rogate z czarnego filcu ozdobione białym orłem, a poniżej blachą żółtą z numerem pułku. Podoficerowie oprócz karabinów byli uzbrojeni w pałasze.
Pododdziały fizylierów były kompaniami centralnymi pułków piechoty.